# Carcinops cribripuga
Carcinops cribripuga är en skalbaggsart som beskrevs av Wenzel 1944. Carcinops cribripuga ingår i släktet Carcinops och familjen stumpbaggar. Inga underarter finns listade i Catalogue of Life.